# Arbeitsgericht Ludwigsstadt
Das Arbeitsgericht Ludwigsstadt war ein bayerisches Arbeitsgericht mit Sitz in Ludwigsstadt.

## Geschichte
Gemäß Arbeitsgerichtsgesetz vom 23. Dezember 1926 wurden in Deutschland Arbeitsgerichte gebildet. Diese waren nur in der ersten Instanz organisatorisch selbstständige Gerichte, die Landesarbeitsgerichte waren den Landgerichten zugeordnet. Am Landgericht Coburg entstand so 1927 das Landesarbeitsgericht Coburg als eines von 23 Landesarbeitsgerichten in Bayern. In Ludwigsstadt entstand das Arbeitsgericht Ludwigsstadt als eines von vier Arbeitsgerichten des Landesarbeitsgerichts. Sein Sprengel umfasste den Gerichtsbezirk des Amtsgerichts Ludwigsstadt. Es bestand eine allgemeine Kammer für Arbeiter und Angestellte und eine Kammer für das Handwerk.
Bereits 1929 wurde die Zahl der Arbeitsgerichte deutlich reduziert. Das Arbeitsgericht Ludwigsstadt wurde aufgehoben und sein Sprengel dem Arbeitsgericht Kronach zugeordnet.